# 揚蒂·庫斯米亞蒂
揚蒂·庫斯米亞蒂（1962年12月22日—），出生於雅加達，印尼前女子羽球運動員。
揚蒂在1987年與維拉華蒂·法吉林一起獲得亞洲羽球錦標賽女子雙打銅牌。1988年，兩人贏得印尼羽球公開賽女子雙打冠軍。在1989年的東南亞運動會上，兩人再次奪冠。
揚蒂曾代表印尼參加1989年蘇迪曼盃，在對陣韓國隊決賽上，她與維拉華蒂出賽女子雙打，結果以12:15、6:15輸給黃惠英/鄭素英組合，但最終印尼隊仍以3-2獲得冠軍。